# Bendisodes mascara
Bendisodes mascara är en fjärilsart som beskrevs av William Schaus 1906. Bendisodes mascara ingår i släktet Bendisodes och familjen nattflyn. Inga underarter finns listade i Catalogue of Life.